# 塞缪尔·R·麦凯尔维国家森林
塞缪尔·R·麦凯尔维国家森林（英語：Samuel R. McKelvie National Forest）位于美国內布拉斯加州沙丘中北部，于1971年10月15日设立（森林此前自1902年以来曾归属于其他保护区之下）。森林名自前州长塞缪尔·R·麦凯尔维。森林面积116,079英畝（469.76平方），内有大草原、草地，以及零零星星缀着的松林，其中绝大部分森林都由人工种植而来。